# Королевський Костянтин Юрійович
Костянтин Юрійович Королевський (16 жовтня, 1965, Красний Луч, Луганська область, УРСР) — російський державний діяч. З 2016 року до січня 2018 віце-президент ФК «Кримтеплиця», що виступає у Прем'єр-лізі КФС. Брат українського політика Наталії Королевської.

## Біографія
Народився 16 жовтня 1965 року в місті Красний Луч, Луганська область УРСР.

## Освіта
У 1982 році вступив в Комунарський гірничо-металургійний інститут.
З 1984 до 1986 року служив в Радянській армії. У 1989 році закінчив з червоним дипломом (Ленінський стипендіат) гірничий факультет, за фахом гірничий інженер. Під час навчання в інституті став займатися науковою діяльністю.
Доктор економічних наук. Автор понад 40 наукових статей, трьох монографій, учасник багатьох наукових симпозіумів та конференцій.

## Комерційна діяльність
З 1987 року працював в об'єднанні «Донбасантрацит» на шахті «Кришталева» підземним прохідником. Але, пропрацювавши недовго, вже в 1989 році Костянтин Юрійович стає головним інженером і директором інженерно-економічної фірми «Новотроніка» (Україна).
У 1990—1993 роках працює в галузі торгівлі вугіллям і металом в іспансько-українському підприємстві «Етко», співзасновником якого був. В цей же час з ним спільно працювала сестра Наталія Королевська.

## Державна діяльність
1997—1998 головний спеціаліст, очільник відділу Управління позабюджетного планування розвитку міста Уряду Москви.
1998—1998 керівник Фінансового департаменту Міністерства Російської Федерації з земельної політики, будівництва і житлово-комунального господарства.
1999—2002 перший заступник генерального директора державного унітарного підприємства «Управління експериментальної забудови мікрорайонів».
2002—2009 очільник Управління, в період з 2004 по 2008 виконує обов'язки першого заступника керівника Департаменту містобудівної політики міста Москва.
З 2008 року поєднує керівництво з роботою на кафедрі «Технічне регулювання» в Московському Державному Будівельному Університет (МГСУ).
2009—2010 заступник директора Департаменту промисловості та інфраструктури Уряду Російської Федерації.
З червня 2010 року до червня 2011 — Заступник Міністра регіонального розвитку Російської Федерації
Фігурант кримінальної справи про розтрату і привласнення понад 90 мільйонів рублів з бюджету міста Москви, в рамках реалізації програми «Народний гараж».
На відміну від своєї сестри підтримує окупацію Криму Росією.

## Родина
- Батько, Юрій Васильович Королевський — директор шахти.
- Мати, Лариса Петрівна Королевська — вчителька в школі.
- Сестра — Наталія Юріївна Королевська — український державний і політичний діяч.

## Нагороди
Нагороджений медаллю ордена «За заслуги перед Вітчизною» II ступеня, медаллю «В пам'ять 850-річчя Москви», почесним званням «Заслужений будівельник Російської Федерації».

## Роботи
- Брошура «Правові основи державного кредиту, регулювання державних витрат, валютного законодавства та страхування» — М. МГСУ. 2001 Королівський К. Ю.

## Захоплення
Захоплюється кінним спортом, фотографією. Багато подорожує.